# A város és a város között
A város és a város között (The City & the City) egy 2009-ben kiadott krimiregény China Miéville tollából. A regény ötvözi a klasszikus detektívregények stílusát az íróra jellemző szürrealizmussal. A történetben két városállamot ismerhetünk meg, melyek egyazon időben és térben léteznek egymásba fonódva. A könyvet a szerző betegeskedő édesanyjának írta, aki nagy rajongója volt a kriminek.
Az A város és a város között Miéville legszélesebb körben ismert és elismert regénye. Sok díjat nyert el vele, 2018-ban pedig a BBC egy négy részes minisorozat formájában fel is dolgozta a könyvet. A főbb szerepeket David Morrissey, Mandeep Dhillon és Christian Camargo játszották. Ugyanebben az évben jelent meg a könyv magyar nyelven az Agave Könyvek kiadó jóvoltából, Juhász Viktor fordításában.

## Cselekmény
A könyv egy fiktív kelet-európai területen játszódik, Besźel és Ul Qoma ikervárosában. Főszereplője Tyador Borlú, a besźeli különleges bűnügyi osztály tagja. Egy halott diáklány ügyében kezd el nyomozni, aki az ikervárosok határán lelte halálát, így ügye mindkét település érdeklődését felkelti. Különösen azért, mert a külföldi lány része volt egy mozgalomnak, mely céljául tűzte ki az ikervárosok egyesítését. Nyomozása során Ul Qomába utazik, hogy az ottani rendőrökkel közreműködve folytathassa munkáját, közben pedig tudomást szerez egy titkos, harmadik ikervárosról, Orcinyről, mely a szóbeszéd szerint valahol a két város között terül el. Borlút pedig megfigyelés alatt tartja a városállamok titkosrendőrsége, a Kontroll.

## Díjak, elismerések
- Locus-díj, fantasy kategóriában (2010)
- Arthur C. Clarke-díj (2010)
- World Fantasy díj (2010)
- BSFA díj (2010)
- Hugo-díj (2010; megosztva Paolo Bacigalupi A felhúzhatós lány című regényével)
- Kitschies Red Tentacle (2009)
- Nebula-díj, jelölés (2010)
- John W. Campbell-emlékdíj, jelölés (2010)

## Magyarul
- A város és a város között; ford. Juhász Viktor; Agave Könyvek, Budapest, 2018 ISBN 9789634194309

## Külső hivatkozások
- China Miéville: A város és a város között
- Kritika az Mandiner sci-fin.
- Kritika az e-kultúrán.
- Kritika a Geekz.444-en.